# Sex/Life
Sex/Life is een Amerikaanse dramaserie gebaseerd op het boek 44 Chapters About 4 Men. De serie ging in première op Netflix op 25 juni 2021. Op 2 maart 2023 verscheen het tweede seizoen.

## Synopsis
Billie Connelly is een gelukkig getrouwde vrouw. Haar man is even knap van binnen als van buiten. Toch denkt ze met weemoed terug aan haar ex Brad. Als ze hem na 8 jaar opnieuw ontmoet gaan de poppen aan het dansen. 

## Rolverdeling
| Acteur            | Personage       |
| ----------------- | --------------- |
| Sarah Shahi       | Billie Mann     |
| Mike Vogel        | Cooper Connelly |
| Adam Demos        | Brad Simon      |
| Margaret Odette   | Sasha Snow      |
| Jonathan Sadowski | Devon           |
| Megan Heffern     | Caroline        |
| Li Jun Li         | Francesca       |